# Kršan
Kršan (italienisch Chersano) ist ein Dorf und ein Stadtbezirk in der Gespanschaft Istrien, Kroatien. Die Zahl der Einwohner der Gemeinde liegt bei 2829. Kršan liegt im Osten Istriens etwa 15 km nordwestlich von Labin.

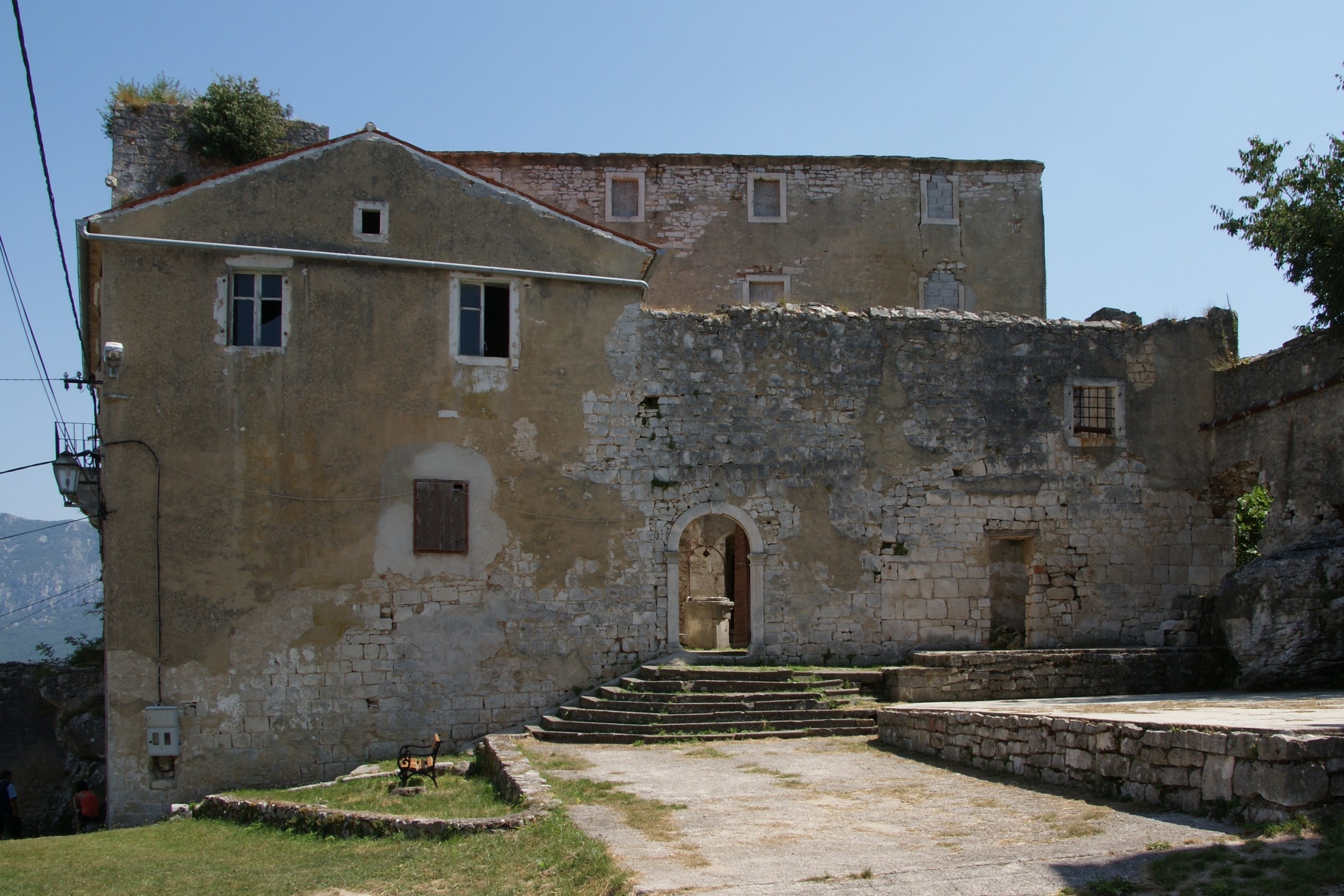
Burg von Kršan
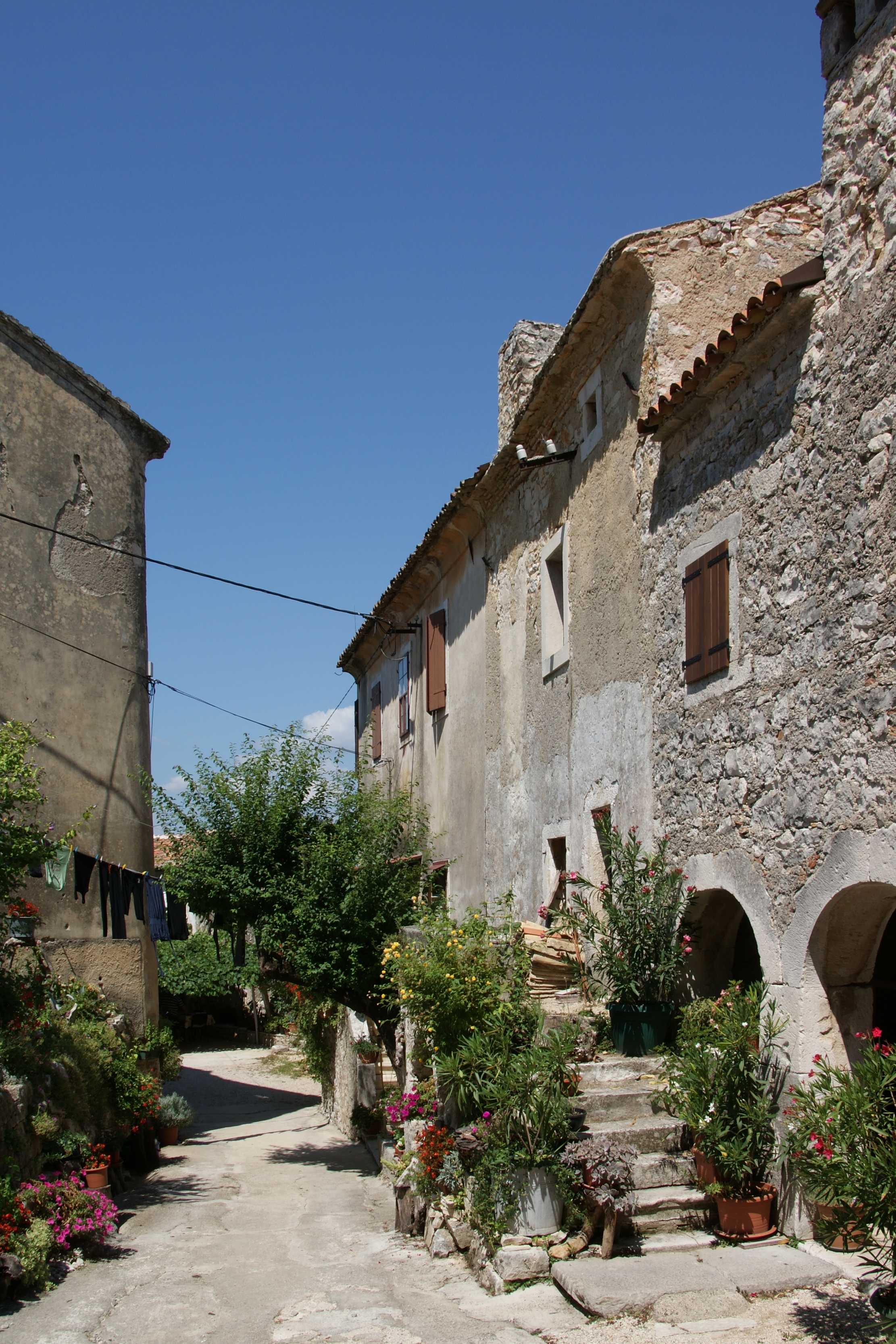
Gasse

## Ortschaften
Einwohner laut Volkszählung 2011:
| - Blaškovići – 149 - Boljevići – 86 - Čambarelići – 154 - Jesenovik – 57 - Kostrčani – 30 - Kožljak (dt.: Waxenstein)- 160 - Kršan – 238 - Lanišće – 74 - Lazarići – 96 - Letaj – 43 - Nova Vas – 69 - Plomin – 113 | - Plomin Luka – 173 - Polje Čepić – 148 - Potpićan – 513 - Purgarija Čepić – 228 - Stepčići – 40 - Šušnjevica – 69 - Veljaki – 120 - Vozilići – 236 - Zagorje – 116 - Zankovci – 8 - Zatka Čepić – 31 |

## Wirtschaft und Infrastruktur
An einer Meeresbucht nahe der Ortschaft Plomin Luka befindet sich das Steinkohlekraftwerk Plomin, dessen 340 Meter hoher Schornstein das höchste Bauwerk in Kroatien ist.

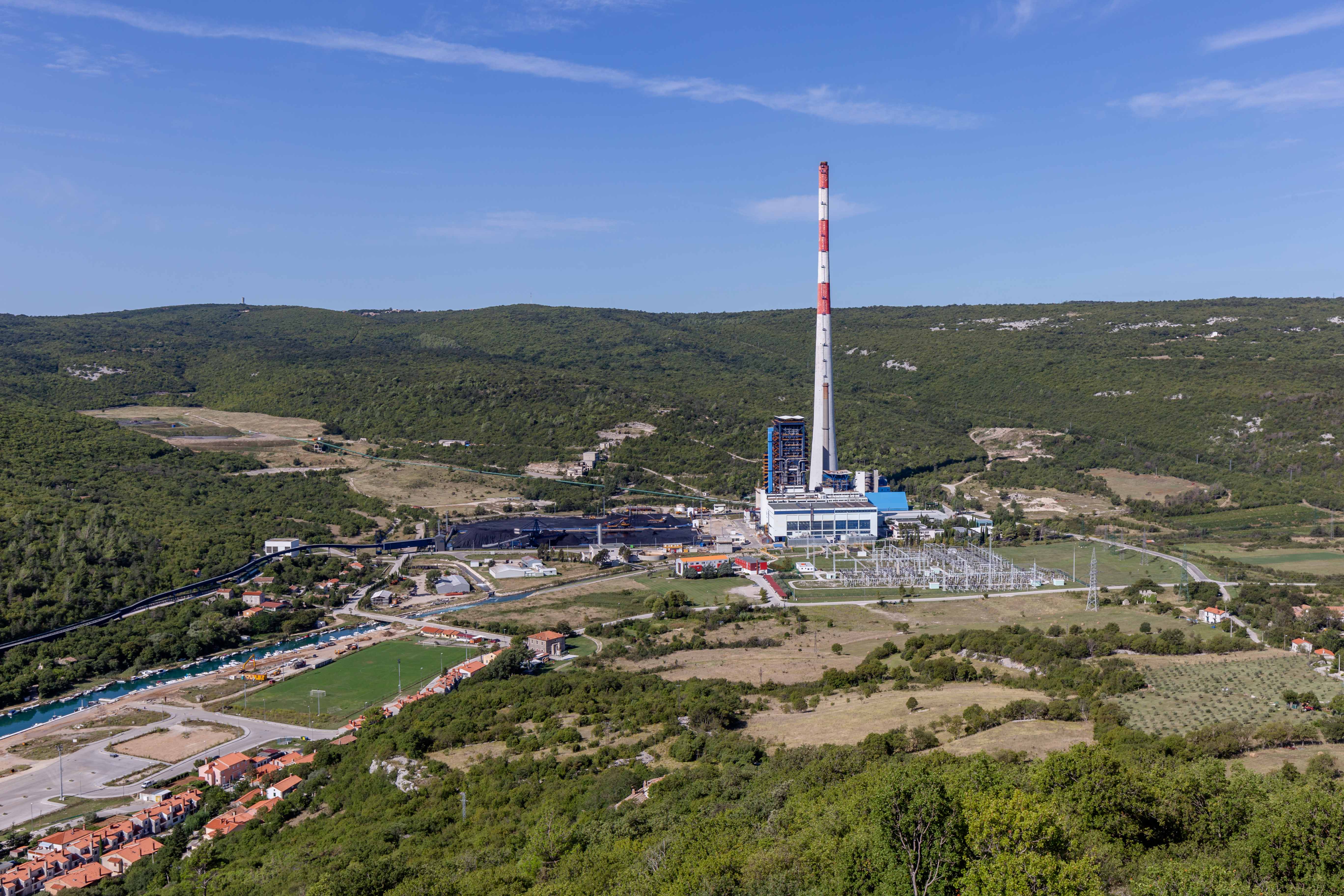
Wärmekraftwerk Plomin
(August 2018)